# Mittelherwigsdorf
Mittelherwigsdorf (hornolužickosrbsky Herbikecy) je obec v Horní Lužici v německé spolkové zemi Sasko. Nachází se v zemském okrese Zhořelec a má přibližně 3 600 obyvatel. Obcí protéká řeka Mandava, poblíž hranic s Českou republikou severozápadně od města Žitava. Obcí prochází spolková silnice B96 a železniční tratě Zittau–Löbau a Mittelherwigsdorf–Varnsdorf–Eibau.

## Části obce
Obec se skládá z částí Eckartsberg (951 obyvatel), Mittelherwigsdorf (1884 obyvatel), Oberseifersdorf (1173 obyvatel) a Radgendorf (127 obyvatel).